# Gatukonstnär

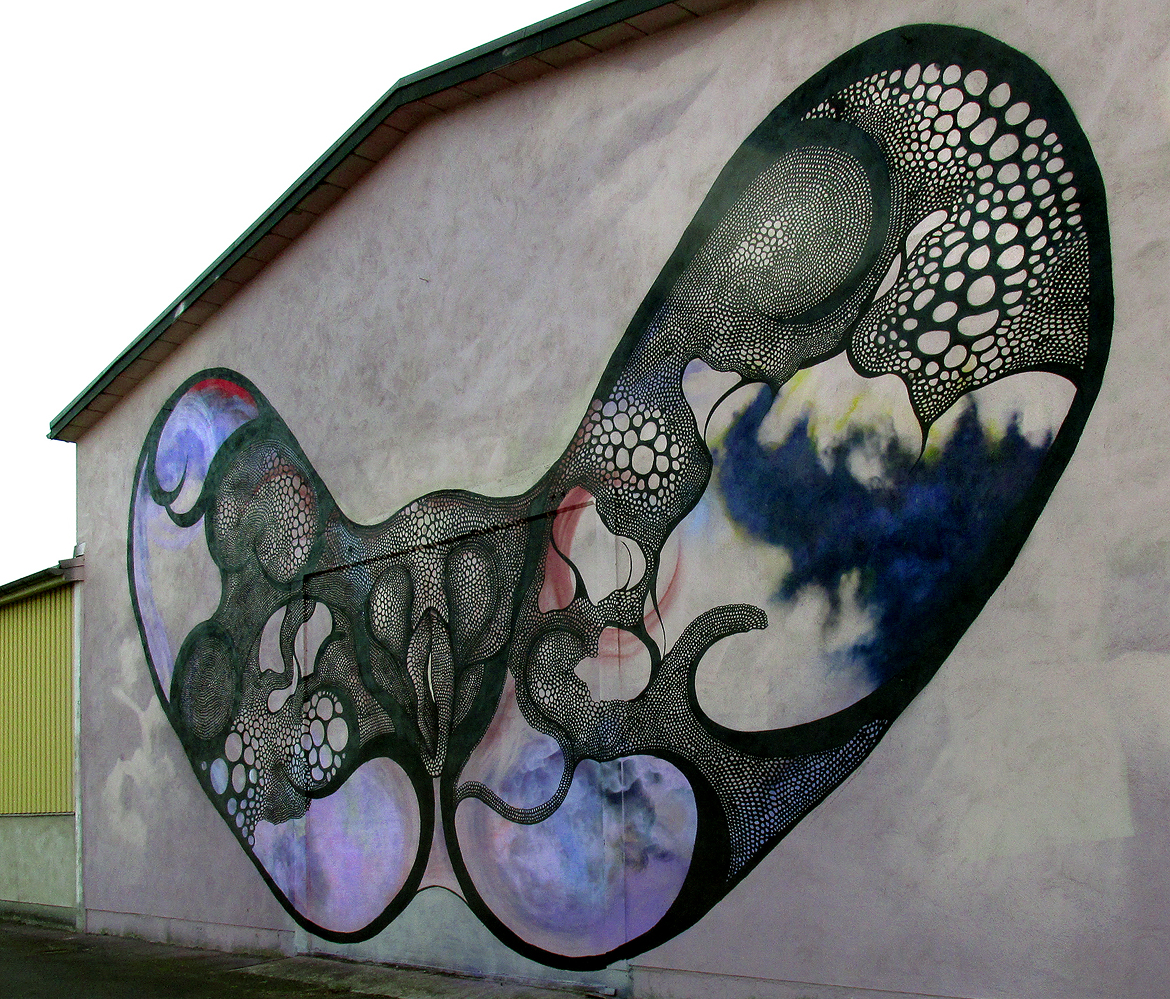
Ett exempel på gatukonst är Carolina Falkholts verk på Södra Dragongatan i Ystad 2015.

En gatukonstnär är en person som skapar konst på offentligt plats, gator, torg och andra oftast väl synliga platser.
Begreppet "gatukonstnär" används allmänt för att inkludera alla personer som skapar konst, eller utför en konstart offentligt, alltså såväl bildkonstnärer som musiker, akrobater, jonglörer, med flera.
Exempel på svenska gatukonstnärer är Carolina Falkholt, Adams, Akay, Dan Park, Folke och Sixten.